# 熱街小子
《熱街小子》（英語：Beat Street）是1984年關於主流嘻哈音樂的電影，延續霹靂舞 (Breakin’)的熱潮。故事背景在在嘻哈文化逐漸流行的1980年代的紐約市。